# Údolí horního Středního Rýnu
Kuturní krajina údolí horního Středního Rýnu je přibližně 67 km dlouhý úsek průlomového údolí Středního Rýnu mezi městy Bingen am Rhein a Koblenz, v německé spolkové zemi Porýní-Falc. V roce 2002 byla zapsána na seznam světového kulturního dědictví UNESCO jako jedinečný celek spojující geologické, historické, kulturní i průmyslové dědictví. Chráněné území má rozlohu 272,5 km², nárazníková zóna pak 346,8 km².
Zdejší skály sedimentárního původu pochází z geologického období devonu. Soutěska se formovala v mladších geologických období. Řeka teče kaňonem, který je v některých místech až 200 m hluboký, jako např. u skály Loreley. Údolí vytváří své vlastní mikroklima a funguje jako koridor pro druhy, které se jinde v okolí nevyskytují.
Údolí horního Středního Rýna vděčí za svůj zvláštní vzhled na jedné straně přirozenému utváření říční krajiny a na druhé straně utváření člověkem. Se svými architektonickými památkami, svahy pokrytými vinicemi, sídly natěsnanými na úzkých terasách a hrady na vrcholcích skalnatých výchozů je považován za ztělesnění tzv. rýnského romantismu. Řeka byla důležitou obchodní cestou ve střední Evropě již od pravěku a její břehy obývali lidé již od nejútlejšího věku. Tato malá města se v průběhu historie změnila jen málo, protože místa, kde se nacházela, se nedala jednoduše rozšířit. S úspěchem obchodu se objevily první pevné hrady a region se stal hospodářským srdcem Svaté říše římské. Během třicetileté války byla poničena řada hradů, které jsou dnes jednou z hlavních atrakcí regionu. Poté, co byla řeka jednou z hranic První francouzské říše (její sesterské Cisrenánské republiky), přešel region v 19. století pod Prusko a stal se symbolem německého romantismu. V neposlední řadě inspirovalo Heinricha Heineho k napsání jeho básně Loreley.

## Fotogalerie

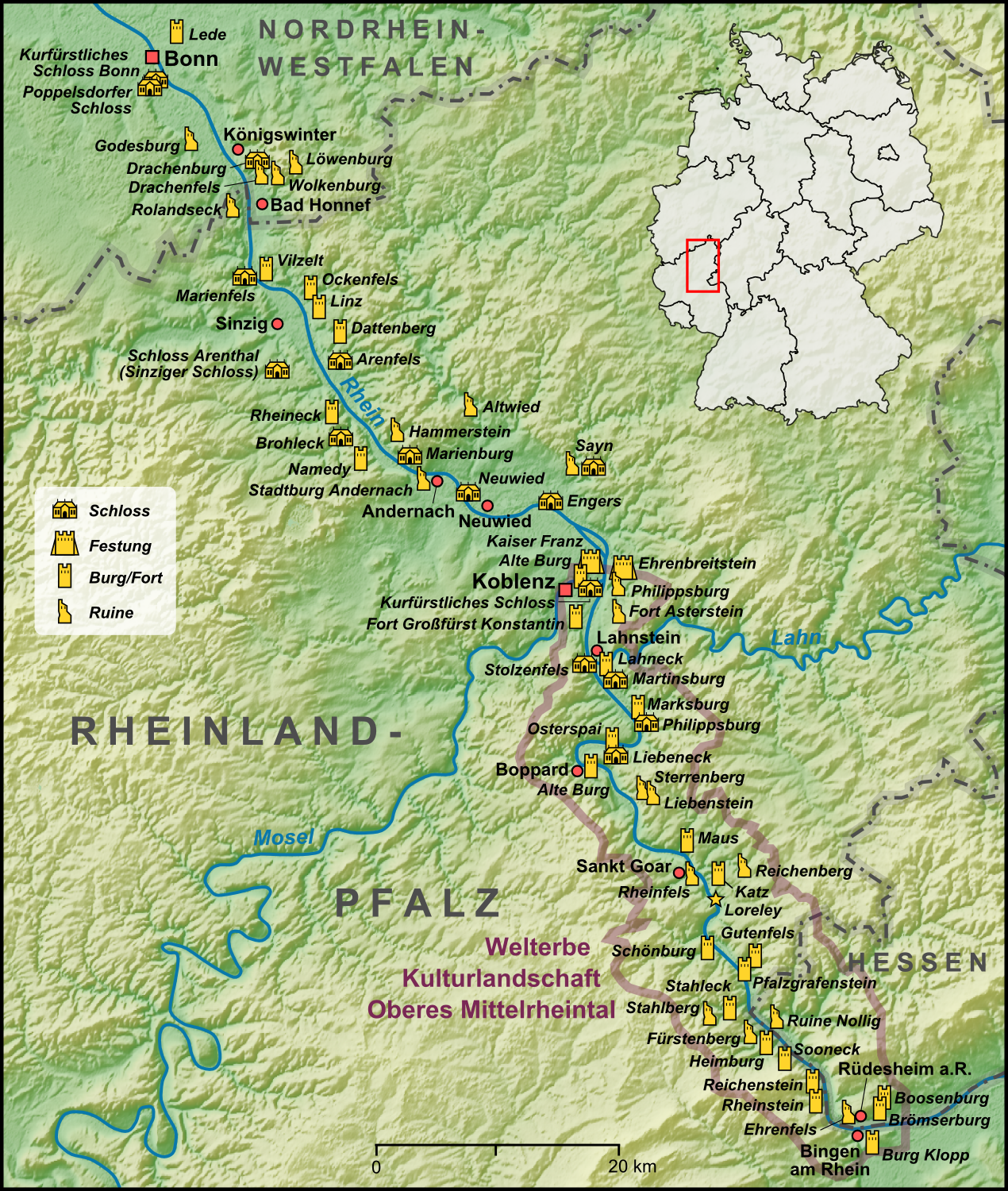
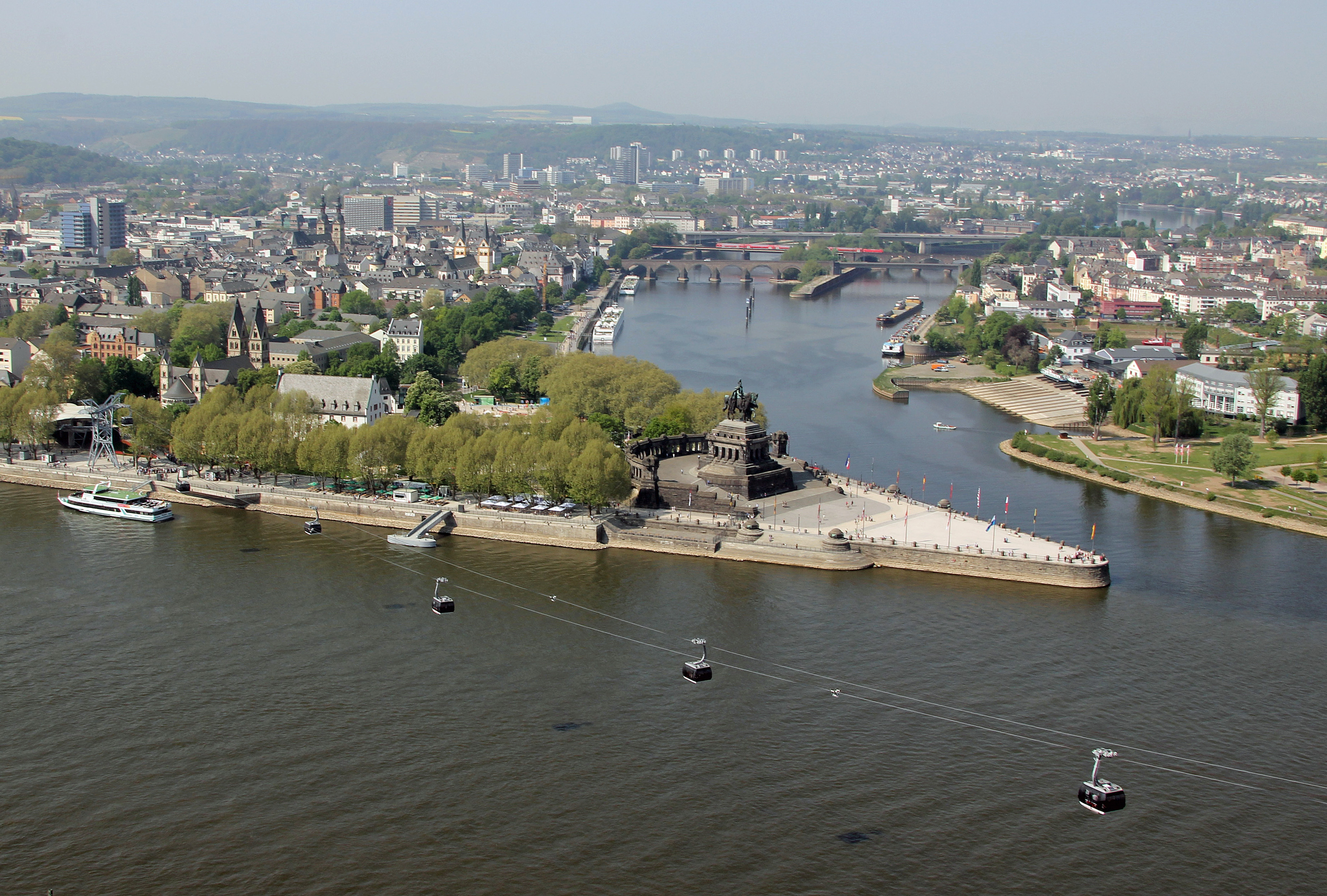
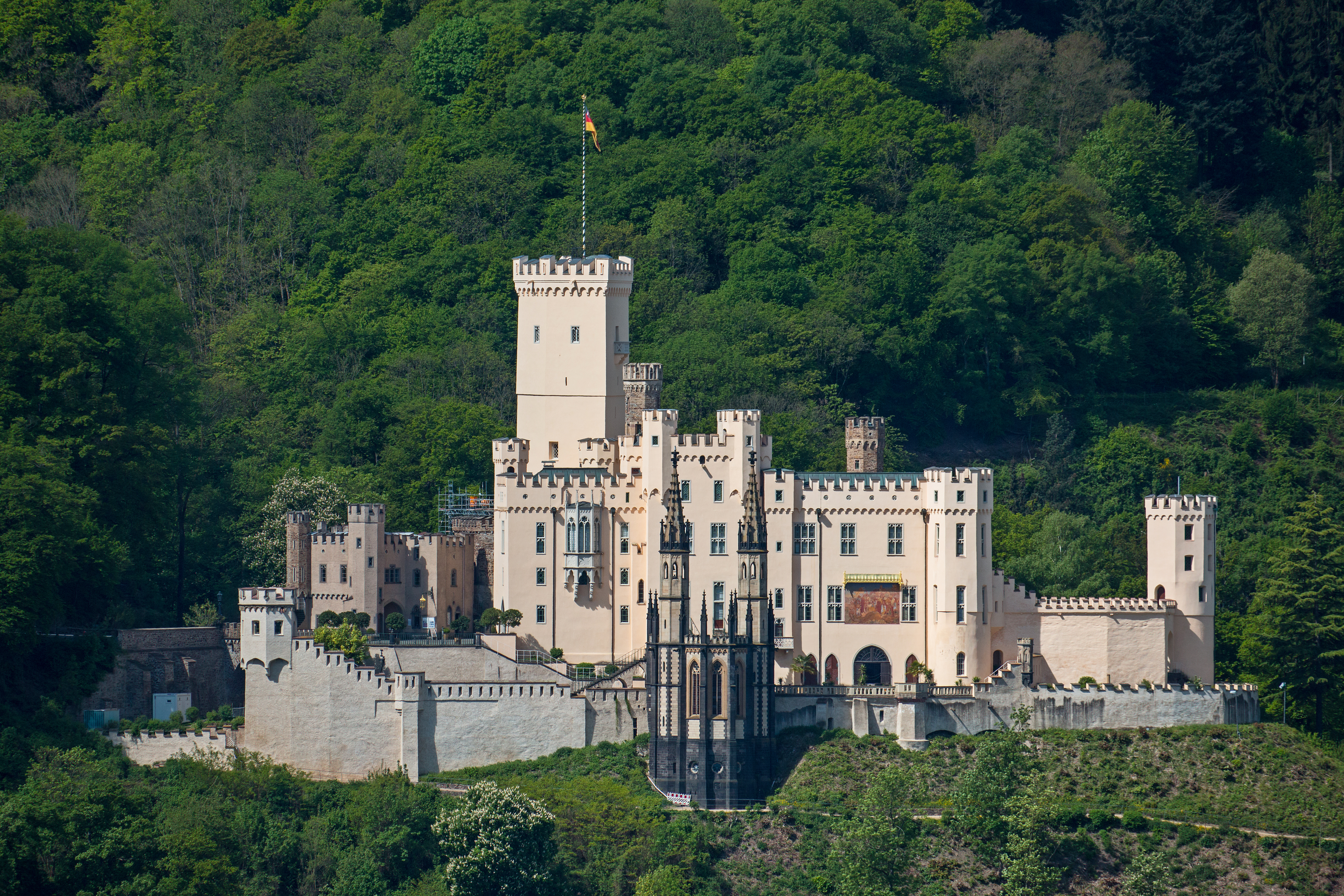
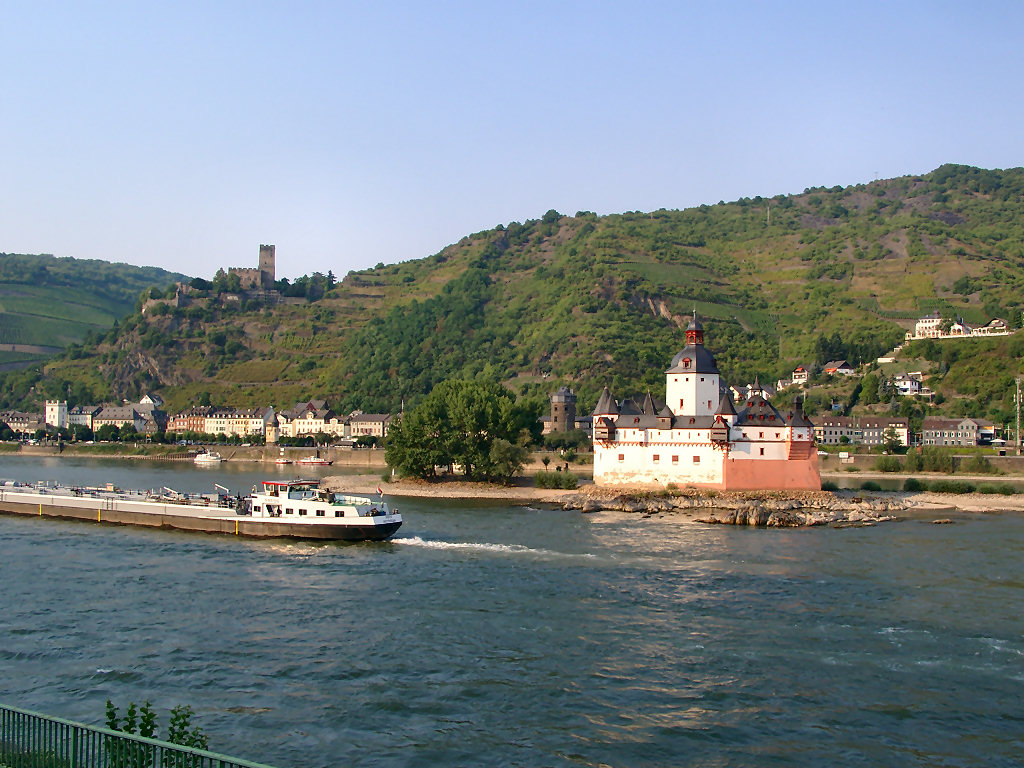
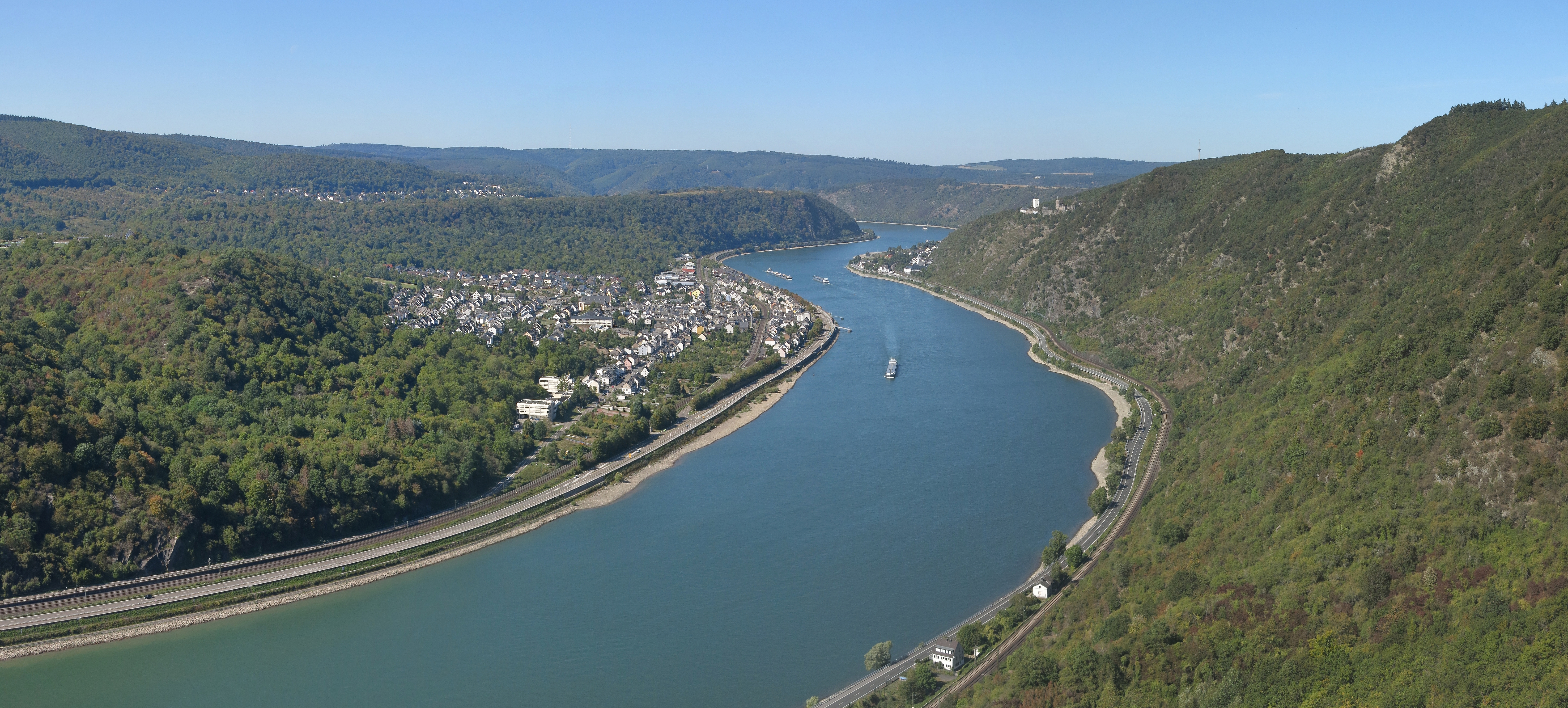
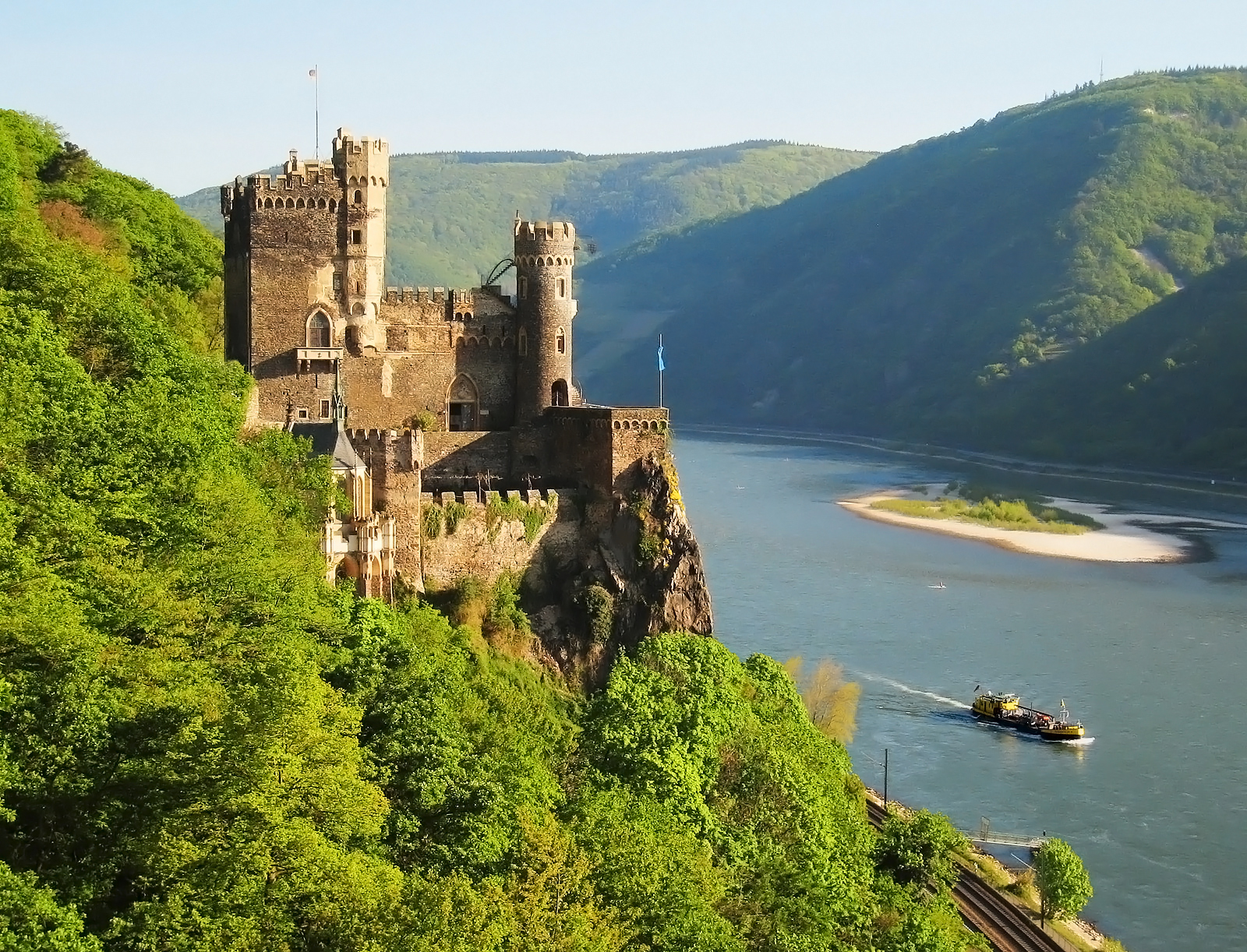